# Pithoascus exsertus
Pithoascus exsertus är en svampart som först beskrevs av Skou, och fick sitt nu gällande namn av Arx 1973. Pithoascus exsertus ingår i släktet Pithoascus och familjen Microascaceae.   Inga underarter finns listade i Catalogue of Life.